# Быструха (Тюменская область)
Быструха — село в Абатском районе Тюменской области России. Входит в состав Ощепковского сельского поселения.

## История
Первое упоминание о Быструхе было в 1749 году. Тогда императрица Елизавета Петровна приказала генералу Киндерману, командовавшему двумя гусарскими полками, усилить защиту ишимских земель от опустошительных набегов остатков татаро-монгольских завоевателей. Запись: «В Ировском, в Быструшинском форпостах, в пяти верстах от Тельцово нет крепости, а только рогатками обнесено, что от реки Ир до протоки». В 1749 году был создан форпост Быструшинский № 867. Проживали в нём шесть человек в возрасте от 16 до 50 лет, малолетних детей и стариков не учитывали. А также не учитывали и тех, кто нёс охрану территории из полков генерала Киндермана.
В «Списке населенных мест Российской империи» 1871 года издания (по сведениям 1868—1869 годов) населённый пункт упомянут как казённая деревня Быструха Ишимского округа Тобольской губернии, при реке Ишим, расположенная в 97 верстах от окружного центра города Ишим. В деревне насчитывалось 37 дворов и проживало 238 человек (118 мужчин и 120 женщин).
В 1926 году в деревне имелось 121 хозяйство и проживало 557 человек (257 мужчин и 300 женщин). В административном отношении Быструха являлась центром Быструхинского сельсовета Абатского района Ишимского округа Уральской области.

## География
Село находится в юго-восточной части Тюменской области, в лесостепной зоне, в пределах Ишимской равнины, на левом берегу реки Ишим, на расстоянии примерно 16 километров (по прямой) к северо-востоку от села Абатское, административного центра района. Абсолютная высота — 72 метра над уровнем моря.

### Часовой пояс
Быструха, как и вся Тюменская область, находится в часовой зоне МСК+2. Смещение применяемого времени относительно UTC составляет +5:00.

## Население
| 1989 | 2002 | 2010 |
| ---- | ---- | ---- |
| 906  | ↘847 | ↘775 |

Гендерный состав
По данным Всероссийской переписи населения 2010 года в гендерной структуре населения мужчины составляли 49,9 %, женщины — соответственно 50,1 %.
Национальный состав
Согласно результатам переписи 2002 года, в национальной структуре населения русские составляли 88 % из 847 чел.

## Инфраструктура
В селе функционируют средняя общеобразовательная школа, детский сад, дом культуры, библиотека, фельдшерско-акушерский пункт и отделение Почты России.

## Улицы
Уличная сеть села состоит из трёх улиц и одного переулка.